# إيمين (هولندا)
إيمين  Emmen  مدينة وبلدية هولندية تقع في الشمال الشرقي للبلاد بمقاطعة درينته.

## طوبوغرافيا
خريطة طوبوغرافية هولندية لبلدية إيمين ، 2013.

## توأمة
لإيمين (هولندا) اتفاقيات توأمة مع:
- غيورغسمارينهوته

## أعلام
- ديرز فان دير لوف
- آدي انجلز
- ستيفن فارمولث
- يورخن لوكاديا
- جان ديكر